# Elijah Lagat
Elijah Lagat (19 giugno 1966) è un ex maratoneta keniota, vincitore della maratona di Boston 2000 precedendo Gezahegne Abera e Moses Tanui.
In precedenza aveva vinto anche la maratona di Berlino 1997 e la maratona di Praga 1998.

## Biografia
Ha partecipato ai Giochi olimpici di Sydney 2000, ma non ha completato la gara.
Nel 2007 è stato eletto deputato nel Parlamento keniota.

## Altre competizioni internazionali
1993
- Argento alla Maratona di Mombasa ( Mombasa) - 2h17'14"

1994
- Bronzo alla Griesheimer Half Marathon ( Griesheimer) - 1h02'58"
- Argento alla Herborn Adventslauf ( Herborn), 8,32 km - 23'47"

1995
- Argento alla Maratona di Francoforte ( Francoforte sul Meno) - 2h12'40"
- Oro alla BIG 25 Berlin ( Berlino) - 1h16'16"
- 4º alla Route du Vin Half Marathon ( Grevenmacher) - 1h00'51"
- Argento alla Alexander Race ( Salonicco), 20 km - 59'01"
- 5º alla Die Nacht von Borgholzhausen ( Borgholzhausen), 10 miglia - 48'37"
- 4º alla Cup da Franco ( Darmstadt), 8 km - 22'50"

1996
- 19º alla Maratona di New York ( New York) - 2h18'35"
- 7º alla Maratona di Rotterdam ( Rotterdam) - 2h11'54"
- Oro alla Mezza maratona di Setúbal ( Setúbal) - 1h03'00"
- Oro alla Egmond aan Zee Half Marathon ( Egmond aan Zee) - 1h03'09"
- 17º alla Route du Vin Half Marathon ( Grevenmacher) - 1h04'08"
- 11º alla Dam tot Dam ( Zaandam), 10 miglia - 47'24"
- Argento alla Ratingen 10 km ( Ratingen) - 28'33"
- Oro allo Sprintcross ( Breda) - 40'15"
- 6º al Cross Auchan ( Tourcoing) - 31'04"
- 9º alla Amendoeiras em Flor ( Albufeira) - 30'30"
- Bronzo alla Thomae Cup ( Biberach an der Riß), 5,12 km - 13'56"

1997
- Oro alla Maratona di Berlino ( Berlino) - 2h07'41"
- Argento alla Maratona di Torino ( Torino) - 2h09'19"
- Oro alla Mezza maratona di Merano ( Merano) - 1h03'21"
- Argento alla Egmond aan Zee Half Marathon ( Egmond aan Zee) - 1h05'08"
- 5º allo Sprintcross ( Breda) - 35'14"
- 21º al Cross Auchan ( Tourcoing) - 29'26"

1998
- Oro alla Maratona di Praga ( Praga) - 2h08'52"
- 10º alla Maratona di Chicago ( Chicago) - 2h10'33"
- 9º alla Mezza maratona di Lisbona ( Lisbona) - 1h00'53"
- 5º alla Dam tot Dam ( Zaandam), 10 miglia - 46'38"
- Bronzo alla Corrida Internacional de São Silvestre ( San Paolo), 15 km - 45'08"
- Oro alla Amatrice-Configno ( Amatrice), 8,4 km - 24'18"
- 5º al Moi University Open Crosscountry ( Eldoret) - 13'17"

1999
- 6º alla Maratona di New York ( New York) - 2h09'59"
- 5º alla Maratona di Parigi ( Parigi) - 2h08'50"
- Oro Route du Vin Half Marathon ( Grevenmacher) - 1h00'24"
- Bronzo al Giro podistico di Castelbuono ( Castelbuono) - 33'24"
- Argento alla Berlin Nacht Lauf ( Berlino) - 28'58"
- 5º alla Corrida Internacional de San Fernando ( Punta del Este) - 28'47"
- Oro alla Amatrice-Configno ( Amatrice), 8,4 km - 23'58"

2000
- Oro alla Maratona di Boston ( Boston) - 2h09'47"
- 24º alla Mezza maratona di Lisbona ( Lisbona) - 1h04'42"
- 4º alla Granollers Half Marathon ( Granollers) - 1h03'39"
- 6º alla San Blas Half Marathon ( Coamo) - 1h07'55"

2001
- 17º alla Maratona di Boston ( Boston) - 2h17'59"
- 6º alla Maratona di Madrid ( Madrid) - 2h12'25"
- 4º alla Mezza maratona di Praga ( Praga) - 1h03'51"
- 4º alla San Blas Half Marathon ( Coamo) - 1h05'26"

2002
- 25º alla Mezza maratona di Lisbona ( Lisbona) - 1h03'14"

2003
- 13º alla Amatrice-Configno ( Amatrice), 8,4 km - 27'11"